# Cody Zeller
Cody Allen Zeller (5 de outubro de 1992) é um jogador norte-americano de basquete profissional que atualmente joga no Atlanta Hawks da National Basketball Association (NBA).
Ele jogou basquete universitário no Indiana Hoosiers e foi selecionado pelo Charlotte Bobcats como a quarta escolha geral no draft da NBA de 2013. 
Ele é irmão dos jogadores da NBA, Tyler e Luke, e sobrinho do ex-jogador da NBA, Al Eberhard.

## Carreira no ensino médio
Em seu primeiro ano do ensino médio, Zeller teve uma média de 2,5 pontos e 1,4 rebotes por jogo enquanto seu time, o Washington Hatchets, venceu o título do Campeonato Estadual da Classe 3A. 
Durante sua segunda temporada, ele teve uma média de 15,0 pontos e 6,8 rebotes. Em sua terceira temporada, Zeller levou Washington ao título do Campeonato Estadual da Classe 3A, com média de 20,5 pontos e 11,4 rebotes por jogo. 
Em seu último ano do ensino médio, Zeller teve uma média de 24,6 pontos, 13,1 rebotes e 3,3 assistências por jogo enquanto liderava os Hatchets para o título do Campeonato Estadual da Classe 3A, o terceiro título de sua carreira.
Após o final de sua última temporada, Zeller foi nomeado Mr. Basketball de Indiana, a maior homenagem do estado para jogadores do ensino médio e um prêmio que seus irmãos mais velhos também ganharam. Zeller se tornou o 26º Mr. Basketball do estado de Indiana a jogar pelos Hoosiers.
De acordo com a ESPN, Zeller foi o 13º melhor recrutado geral em 2011. A Scout.com o classificou como o 12º melhor jogador e o terceiro em sua posição, enquanto a Rivals.com o classificou como o 15º melhor jogador no país e em quarto lugar em sua posição.

## Carreira universitária
Em 12 de novembro de 2010, Zeller se comprometeu a jogar pela Universidade de Indiana, recusando ofertas da Carolina do Norte e de Butler. Após seu compromisso, ele foi rotulado de "o salvador do basquete de Indiana". Na época, o treinador Tom Crean observou: "Ele é o garoto mais mentalmente focado que já recrutei. Vejo um jovem com uma resistência mental que não é normal."
Zeller foi apelidado de "The Big Handsome" durante seu tempo em Indiana.

### Primeira temporada
No primeiro ano de Zeller como Hoosier durante a temporada de 2011-12, ele liderou a equipe com médias de 15,6 pontos e 6,6 rebotes. 
Zeller foi eleito o Calouro do Ano da Big Ten, sendo votado pelos treinadores, depois de ganhar o prêmio de Calouro da Semana da Big Ten por sete vezes. Ele também foi selecionado para a Segunda-Equipe da Big Ten e para a Primeira-Equipe de Novatos All-American. Ele foi finalista do prêmio Wayman Tisdale (Calouro Nacional do Ano) e foi candidato ao John Wooden Award e ao Oscar Robertson Trophy.
Com a adição de Zeller à equipe, o recorde dos Hoosiers em 2011–12 melhorou em quinze jogos em relação à temporada anterior, tornando-se a maior reviravolta na NCAA naquele ano. Os Hoosiers conquistaram o quarto lugar no Torneio da NCAA de 2012 e derrotaram o New Mexico State na segunda rodada. Após derrotar VCU na terceira rodada, os Hoosiers perderam no Sweet Sixteen para Kentucky, o eventual campeão nacional.

### Segunda temporada
Embora projetado para ser uma escolha entre os dez primeiros no Draft de 2012, Zeller decidiu retornar para sua segunda temporada em Indiana, junto com seu companheiro de equipe, Christian Watford. Em um comunicado divulgado pelo Departamento de Atletismo de Indiana, ele disse: "Cresci com a esperança de um dia ter a oportunidade de jogar na NBA, mas, neste momento, não estou pronto para que minha experiência na faculdade acabe. Minha experiência de faculdade na IU este ano excedeu minhas expectativas, dentro e fora das quadras. Estou ansioso para jogar no Assembly Hall no próximo ano para os maiores fãs do país."
Devido em parte à liderança de Zeller, o Indiana Hoosiers terminou a temporada de 2012-13 como os campeões da Big Ten. Ele terminou a temporada regular como o terceiro maior artilheiro da conferência (16,8 pontos) e o segundo maior reboteiro (8,2).
Zeller acumulou vários prêmios na pós-temporada. Ele foi nomeado um All-American pelo USBWA (2ª equipe) e Sporting News (3ª equipe). Ele também foi nomeado para a Primeira-Equipe da Big Ten pelos treinadores e pela mídia.
No final de sua segunda temporada, Zeller decidiu entrar no Draft da NBA de 2013, junto com seu companheiro de equipe, Victor Oladipo.

## Carreira profissional

### Charlotte Bobcats / Hornets (2013–2021)

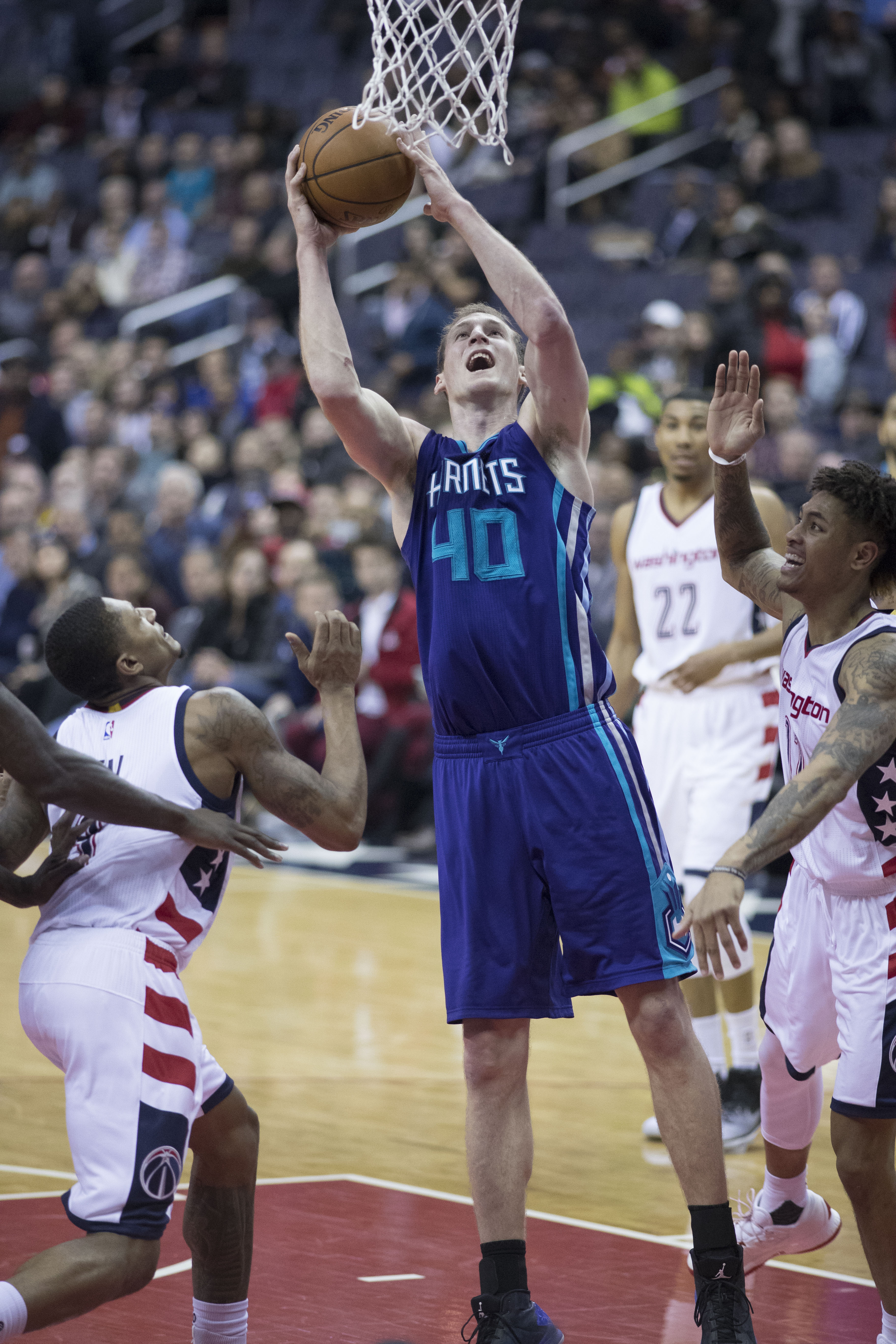
Zeller com os Hornets em dezembro de 2016

#### 2013–16: Começo da carreira
Zeller foi selecionado comoa quarta escolha geral no draft da NBA de 2013 pelo Charlotte Bobcats. Em 10 de julho de 2013, ele assinou um contrato de 2 anos e US$7.8 milhões com os Bobcats.
Em 31 de março de 2014, ele marcou 15 pontos, a melhor marca da temporada, contra o Washington Wizards. Em 5 de abril de 2014, ele registrou seu primeiro duplo-duplo da carreira com 12 pontos e 11 rebotes contra o Cleveland Cavaliers. Ele jogou em todos os 82 jogos da temporada regular e em todos os quatro jogos do playoffs de Charlotte. No final da temporada, ele foi nomeado para a Segunda-Equipe de Novato.
Em 28 de novembro de 2014, Zeller registrou 15 pontos e 14 rebotes contra o Golden State Warriors. Em 31 de janeiro de 2015, ele marcou 21 pontos, o recorde da temporada, na vitória por 104-86 sobre o Denver Nuggets.
Em 19 de fevereiro de 2016, Zeller marcou 23 pontos, o recorde de sua carreira, em uma vitória por 98-95 sobre o Milwaukee Bucks. Ele teve cinco duplos-duplos durante a temporada.

#### 2016–21: Sequências de dois dígitos e recordes na carreira
Apesar de perder toda a pré-temporada por causa de uma lesão no joelho direito, Zeller jogou na abertura da temporada dos Hornets em 26 de outubro de 2016, fazendo 15 pontos em 14 minutos em uma vitória por 107-96 sobre os Bucks. Cinco dias depois, ele assinou uma extensão de contrato de quatro anos por US $ 56 milhões com os Hornets. Em 18 de novembro de 2016, ele empatou a maior marca de sua carreira com 23 pontos em uma vitória por 100-96 sobre o Atlanta Hawks. Ele teve suas maiores médias da carreira na temporada de 2016-17 com 10,3 pontos e 6,5 rebotes.
Zeller jogou na abertura da temporada de 2017-18 dos Hornets mas perdeu os quatro jogos seguintes. Em 6 de dezembro de 2017, em uma derrota por 101–87 para o Golden State Warriors, ele sofreu teve um rompimento do menisco medial no joelho esquerdo. Ele perdeu 27 jogos como resultado, voltando à ação em 2 de fevereiro contra o Indiana Pacers. Zeller perdeu os jogos em 28 de fevereiro e 2 de março com uma dor no joelho esquerdo. Mais tarde, ele perdeu os últimos 16 jogos da temporada com dores nos joelhos. Devido a uma lesão, ele jogou em 33 jogos, o menor número de sua carreira, nessa temporada.
Em 28 de novembro de 2018, Zeller marcou 19 pontos, o recorde da temporada de 2018-19, em uma vitória de 108–94 sobre o Atlanta Hawks. Em 14 de dezembro, em uma derrota na prorrogação por 126-124 para o New York Knicks, Zeller teve os seus maiores números da temporada em pontos (21) e rebotes (13) para registrar o primeiro jogo de 20 pontos e 10 rebotes de sua carreira e marcar seu primeiro duplo-duplo da temporada. Em 31 de dezembro, Zeller quebrou a mão direita contra o Orlando Magic. Posteriormente, ele foi descartado por quatro a seis semanas após a cirurgia. Ele voltou à ação em 5 de fevereiro contra o Los Angeles Clippers, após perder 16 jogos. Em 25 de fevereiro, ele acertou 13 dos 14 arremessos e terminou o jogo com 28 pontos, o recorde de sua carreira, na derrota por 121-110 para os Warriors.

### Portland Trail Blazers (2021–2022)
Em 4 de agosto de 2021, Zeller assinou um contrato de 1 ano e US$2.3 milhões com o Portland Trail Blazers. Ele foi dispensado em 8 de fevereiro de 2022, como resultado da troca de C.J. McCollum.
Em 25 de setembro de 2022, Zeller assinou um contrato com o Utah Jazz. Em 15 de outubro, ele foi dispensado.

### Miami Heat (2023)
Em 20 de fevereiro de 2023, Zeller assinou um contrato até o fim da temporada com o Miami Heat. O oitavo cabeça de chave Heat embarcaria em uma corrida de Cinderela pelos playoffs, culminando no título da Conferência Leste. Em sua décima temporada, Zeller chegou às Finais da NBA pela primeira vez em sua carreira. O Heat acabaria caindo para o Denver Nuggets em cinco jogos.

### New Orleans Pelicans (2023–2024)
Em 6 de julho de 2023, Zeller assinou um contrato de 1 ano e US$3.2 milhões com o New Orleans Pelicans.

### Atlanta Hawks (2024–Presente)
Em 6 de julho de 2024, Zeller, junto com Larry Nance Jr., E. J. Liddell, Dyson Daniels e uma escolha de primeira rodada de 2025 e uma escolha de primeira rodada de 2027 foi negociado com o Atlanta Hawks em troca de Dejounte Murray. Zeller foi adquirido por meio de um acordo de sign-and-trade.

## Estatísticas da carreira

### NBA

#### Temporada Regular
| Ano      | Equipe      | PJ  | PT  | MPJ  | AP   | 3P    | LL   | RT  | AS  | BR  | TO  | PPJ  |
| -------- | ----------- | --- | --- | ---- | ---- | ----- | ---- | --- | --- | --- | --- | ---- |
| 2013–14  | Charlotte   | 82  | 3   | 17.3 | .426 | .000  | .730 | 4.3 | 1.1 | .5  | .5  | 6.0  |
| 2014–15  | Charlotte   | 62  | 45  | 24.0 | .461 | 1.000 | .774 | 5.8 | 1.6 | .5  | .8  | 7.6  |
| 2015–16  | Charlotte   | 73  | 60  | 24.3 | .529 | .100  | .754 | 6.2 | 1.0 | .8  | .9  | 8.7  |
| 2016–17  | Charlotte   | 62  | 58  | 27.8 | .571 | .000  | .679 | 6.5 | 1.6 | 1.0 | 1.0 | 10.3 |
| 2017–18  | Charlotte   | 33  | 0   | 19.0 | .545 | .667  | .718 | 5.4 | .9  | .4  | .6  | 7.1  |
| 2018–19  | Charlotte   | 49  | 47  | 25.4 | .551 | .273  | .787 | 6.8 | 2.1 | .8  | .8  | 10.1 |
| 2019–20  | Charlotte   | 58  | 39  | 23.1 | .524 | .240  | .682 | 7.1 | 1.5 | .7  | .4  | 11.1 |
| 2020–21  | Charlotte   | 48  | 21  | 20.9 | .559 | .143  | .714 | 6.8 | 1.8 | .6  | .4  | 9.4  |
| 2021–22  | Portland    | 27  | 0   | 13.1 | .567 | .000  | .776 | 4.6 | .8  | .3  | .2  | 5.2  |
| 2022–23  | Miami       | 15  | 2   | 14.4 | .627 | .000  | .686 | 4.3 | .7  | .2  | .3  | 6.5  |
| 2023–24  | New Orleans | 43  | 0   | 7.4  | .419 | .333  | .605 | 2.6 | .9  | .2  | .1  | 1.8  |
| Carreira | Carreira    | 552 | 275 | 19.7 | .525 | .250  | .718 | 5.4 | 1.2 | .5  | .5  | 7.6  |

#### Play-In
| Ano  | Equipe    | PJ | PT | MPJ  | AP    | 3P | LL    | RT  | AS  | BR  | TO | PPJ  |
| ---- | --------- | -- | -- | ---- | ----- | -- | ----- | --- | --- | --- | -- | ---- |
| 2021 | Charlotte | 1  | 0  | 28.2 | 1.000 | –  | 1.000 | 3.0 | 2.0 | 2.0 | .0 | 17.0 |

#### Playoffs
| Ano      | Equipe    | PJ | PT | MPJ  | AP   | 3P   | LL   | RT  | AS  | BR  | TO  | PPJ |
| -------- | --------- | -- | -- | ---- | ---- | ---- | ---- | --- | --- | --- | --- | --- |
| 2014     | Charlotte | 4  | 0  | 13.3 | .333 | .000 | .500 | 2.3 | .5  | .0  | .8  | 2.0 |
| 2016     | Charlotte | 7  | 2  | 19.6 | .553 | .000 | .810 | 5.3 | .3  | .1  | .4  | 8.4 |
| Carreira | Carreira  | 11 | 2  | 16.4 | .443 | .000 | .655 | 3.8 | 0.4 | 0.0 | 0.6 | 5.2 |

### Universitário
| Ano      | Equipe   | PJ | PT | MPJ  | AP   | 3P   | LL   | RT  | AS  | BR  | TO  | PPJ  |
| -------- | -------- | -- | -- | ---- | ---- | ---- | ---- | --- | --- | --- | --- | ---- |
| 2011–12  | Indiana  | 36 | 36 | 28.5 | .623 | –    | .755 | 6.6 | 1.3 | 1.4 | 1.2 | 15.6 |
| 2012–13  | Indiana  | 36 | 36 | 29.5 | .564 | .000 | .757 | 8.0 | 1.3 | 1.0 | 1.3 | 16.5 |
| Carreira | Carreira | 72 | 72 | 29.0 | .593 | .000 | .756 | 7.3 | 1.3 | 1.2 | 1.2 | 16.0 |

Fonte:

## Perfil do jogador
Na universidade, os analistas descreveram Zeller como tendo "a excelente combinação de mobilidade, instintos de pontuação e agressividade", além de ser "um homem incrivelmente ágil e fluido que corre bem e tem a capacidade de jogar regularmente."
Zeller também é conhecido por seu "QI alto no basquete" e por seu jogo altruísta. Outros comentaristas notaram que ele é "o melhor jogador da quadra de ataque no basquete universitário. Ele corre para a cesta, lê erros e tem ótimas mãos. É difícil evitar a bandeja e tem a versatilidade de jogar tanto no poste alto quanto na linha de fundo."

## Vida pessoal
Zeller é de Washington, Indiana e sobrinho do ex-jogador da NBA, Al Eberhard. Ele é o irmão mais novo do ex-jogador da Carolina do Norte e da NBA, Tyler Zeller, e do ex-jogador de Notre Dame e da NBA, Luke Zeller.

Em maio de 2017, Zeller concluiu seu bacharelado ao se formar na Kelley School of Business da Universidade de Indiana.